# 모니크 알렉산더

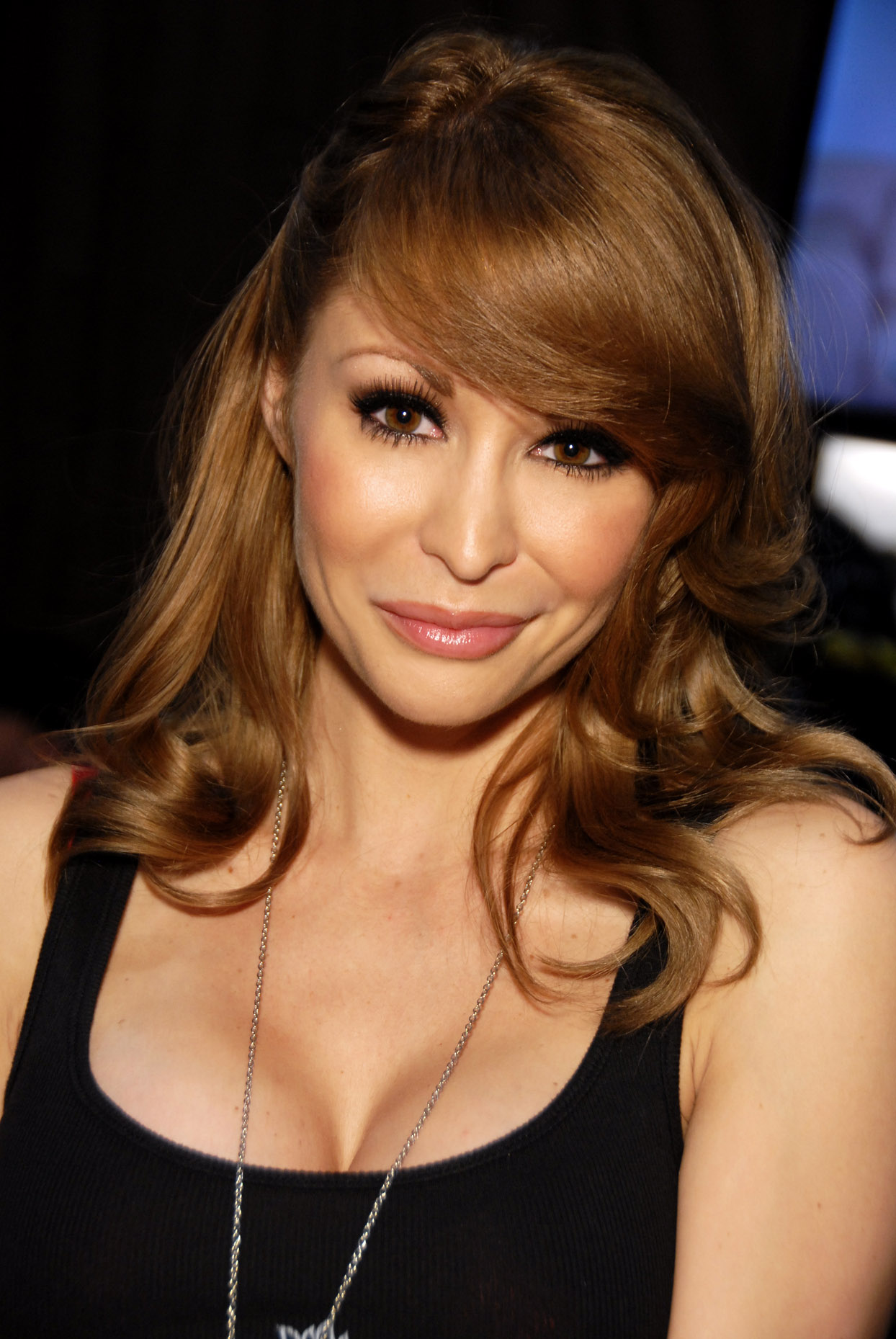
모니크 알렉산더

모니크 알렉산더(Monique Alexander, 1982년 5월 26일 ~ )는 미국의 여자 포르노 배우이다. 발레이오 출신.